# Leizmus, laizmus és loizmus
A „leizmus”, „laizmus” és „loizmus” (spanyolul: leísmo, laísmo és loísmo) kifejezések a spanyol nyelvben a részes esetű le, les, illetve a tárgyesetű lo, los és la, las személyes névmások egymással felcserélt funkciójú használatára utal. A normatív szabályozás a leísmo jelenségét meghatározott esetekben elfogadja, a laísmo és loísmo azonban tájnyelvi jellegű, és a sztenderd nyelvi norma szerint helytelen.

## Leísmo
A leísmo azt jelenti, hogy az etimológiailag részes esetű  le, les névmásokat a tárgyesetű lo, los vagy la, las névmások helyett használják. Ez a jelenség Spanyolországban elfogadott a Spanyol Királyi Akadémia által mindaddig, amíg csak hímnemben és csak személyek vonatkozásában használják, például le conozco ’ismerem őt’ az etimológiailag szabályos lo conozco helyett. Minden egyéb használata a művelt nyelvi norma szerint hibás.

### Eredete
Az újítás Kasztíliából indult a középkorban, és csak Spanyolország középső és északi területein terjedt el. Feltételezett oka, hogy a beszélők a latinból örökölt esetrendszer eredeti funkciói helyett az élőt az élettelentől, valamint a hímnemet és nőnemtől próbálják megkülönböztetni. Mivel a jelenség nem volt annyira elterjedt a keletkezési területén, Andalúziába, a Kanári-szigetekre, valamint Hispano-Amerikába ebben a formában már nem jutott el (bár ott is létezik, de teljesen más funkcióban: lásd a következő szakaszt).

### Az udvariasságileísmo
Az előzőekben leírtakon kívül létezik még a leísmo de cortesía, az ún. udvariassági „leizmus”, a leísmo általánosan elterjedt formája az egész nyelvterületen. Ez esetben a magázó tárgyesetnek felel meg, vagyis nemtől függetlenül az usted(es) névmással – a magázott személy iránti tiszteletből, udvariasságból – a le(s) névmást használják: a usted le quiero ’szeretem Önt’ (vö. a mis amigos los quiero ’a barátaimat szeretem’).

### A látszólagosleísmo
A leísmo aparente, vagyis a látszólagos „leizmus” az „indirekt tárgyeset” vonzatú igékkel van kapcsolatban. Ebben az esetben, mint azt az elnevezés is sejteti, nem valódi leísmo jelenséggel állunk szemben. Bizonyos, szemantikailag tárgyas igék ugyanis a beszélők számára olykor nem accusativust, hanem dativust vonzanak. Számos, főleg érzelmi állapottal kapcsolatos ige tartozik ebbe a körbe (például afectar, asustar, asombrar, convencer, divertir, impresionar, molestar, ofender, perjudicar, preocupar stb.), amely accusativussal és dativussal is használható attól függően, hogy a beszélő valódi vagy indirekt tárgynak fogja-e fel. Például az el ruido le molesta ’a zaj zavarja őt’ mondat alaktanilag úgy értelmezendő, hogy „a zaj zavaró neki”, vagyis a vonzata dativus.
A látszólagos „leizmus” másik jellegzetes példája a llamar ’hívni’ ige. Ez az ige elvben minden jelentésében tárgyas, vagyis accusativust vonzana, azonban számos beszélő a ’kapcsolatot létesíteni valakivel’ jelentésben indirekt tárgyként értelmezi, és dativusszal használja: le llamó por teléfono ’hívta őt telefonon’; de: Su nombre es María, pero todos la llaman Mari. ’A neve Mária, de mindenki Marinak hívja (=nevezi) őt.’.

## Laísmo és loísmo
A laísmo és loísmo a tárgyesetű nőnemű la, las és hímnemű lo, los névmások részes esetű funkcióban történő használatát jelenti, például dala el libro a tu hermana / dalo el libro a tu hermano ’add oda a könyvet a (fiú-/lány-)testvérednek’ a sztenderd nyelvi norma szerint szabályos dale el libro a tu hermano/hermana helyett. A laísmo elterjedtebb, mint a loísmo. E jelenségek, főként a loísmo, inkább tájnyelvi jellegűek, s csak elszórtan fordulnak elő a spanyol nyelvterületen; a Spanyol Királyi Akadémia nem fogadja el a használatukat. Keletkezési helye és oka tekintetében lásd a leísmo szakaszban leírtakat.